# Максимово (Гулинский сельсовет)
Максимово — деревня в Белозерском районе Вологодской области.
Входит в состав Гулинского сельского поселения, с точки зрения административно-территориального деления — в Гулинский сельсовет.
Расстояние по автодороге до районного центра Белозерска составляет 43 км, до центра муниципального образования деревни Никоновская — 13 км. Ближайшие населённые пункты — Бакино, Горка-2, Костино.
Население по данным переписи 2002 года — 2 человека.